# Final de la Liga de Campeones de la OFC 2014
La final de la Liga de Campeones de la OFC 2014 fue el partido a ida y vuelta que definió al campeón de la competición y representante de Oceanía en la Copa Mundial de Clubes de la FIFA.
El trofeo del máximo torneo fue disputado entre el Auckland City neozelandés y el Amicale vanuatuense. Ambos equipos se enfrentaron también en la final de la edición 2010/11, en la que el conjunto de Nueva Zelanda se proclamó campeón tras vencer 6-1 en el resultado global. Los Navy Blues, sobrenombre del club de Auckland, repitieron el logro venciendo 3-2 en el global y obtuvieron su sexto título en la competición y cuarto consecutivo, mientras que el elenco de Port Vila acumuló su segunda derrota en finales del torneo.
La final volvió a ser jugada a dos partidos luego de que en la edición 2013 se jugara a encuentro único en una sede que fue prefijada antes de conocer a los finalistas. Fue la octava final consecutiva en la que estuvo un club neozelandés presente, que solo se han ausentado en tres en toda la historia del torneo.
La ida se disputó el 10 de mayo en el Korman Stadium de Port Vila y terminó en empate 1-1 con goles de Dominique Fred para el Amicale y Emiliano Tade para el Auckland City, mientras que la vuelta se jugó el 18 en el Kiwitea Street de Auckland y finalizó con victoria por 2-1 para el Auckland con tantos de Tade y Ryan de Vries, mientras que la ventaja transitoria para el Amicale la había marcado Kensi Tangis.
| Bandera de Vanuatu | vs. | Bandera de Nueva Zelanda |
| Amicale 1          | vs. | Auckland City 1 2        |

## Camino a la final

### Amicale
| Fecha                                                           | Fase      | Sede                      | Equipo             | Equipo  | Resultado | Equipo                        | Equipo        |
| --------------------------------------------------------------- | --------- | ------------------------- | ------------------ | ------- | --------- | ----------------------------- | ------------- |
| 8 de abril                                                      | Grupo B   | Churchill Park, Lautoka   | Bandera de Vanuatu | Amicale | 1 - 0     | Bandera de Polinesia Francesa | Dragon        |
| 11 de abril                                                     | Grupo B   | Churchill Park, Lautoka   | Bandera de Fiyi    | Nadi    | 0 - 6     | Bandera de Vanuatu            | Amicale       |
| 14 de abril                                                     | Grupo B   | Churchill Park, Lautoka   | Bandera de Vanuatu | Amicale | 1 - 0     | Bandera de Nueva Zelanda      | Auckland City |
| Amicale avanzó a semifinales, primero en su grupo con 9 puntos. |           |                           |                    |         |           |                               |               |
| 27 de abril                                                     | Semifinal | Govind Park, Ba           | Bandera de Fiyi    | Ba      | 1 - 2     | Bandera de Vanuatu            | Amicale       |
| 3 de mayo                                                       | Semifinal | Korman Stadium, Port Vila | Bandera de Vanuatu | Amicale | 0 - 0     | Bandera de Fiyi               | Ba            |
| Amicale avanzó a la final tras ganar por un global de 2-1.      |           |                           |                    |         |           |                               |               |

### Auckland City
| Fecha                                                               | Fase      | Sede                     | Equipo                        | Equipo        | Resultado | Equipo                        | Equipo        |
| ------------------------------------------------------------------- | --------- | ------------------------ | ----------------------------- | ------------- | --------- | ----------------------------- | ------------- |
| 8 de abril                                                          | Grupo B   | Churchill Park, Lautoka  | Bandera de Nueva Zelanda      | Auckland City | 3 - 0     | Bandera de Fiyi               | Nadi          |
| 11 de abril                                                         | Grupo B   | Churchill Park, Lautoka  | Bandera de Polinesia Francesa | Dragon        | 0 - 3     | Bandera de Nueva Zelanda      | Auckland City |
| 14 de abril                                                         | Grupo B   | Churchill Park, Lautoka  | Bandera de Vanuatu            | Amicale       | 1 - 0     | Bandera de Nueva Zelanda      | Auckland City |
| Auckland City avanzó a semifinales como mejor segundo con 6 puntos. |           |                          |                               |               |           |                               |               |
| 26 de abril                                                         | Semifinal | Kiwitea Street, Auckland | Bandera de Nueva Zelanda      | Auckland City | 3 - 0     | Bandera de Polinesia Francesa | Pirae         |
| 3 de mayo                                                           | Semifinal | Stade Fautaua, Pirae     | Bandera de Polinesia Francesa | Pirae         | 2 - 1     | Bandera de Nueva Zelanda      | Auckland City |
| Auckland City avanzó a la final tras ganar por un global de 4-2.    |           |                          |                               |               |           |                               |               |

## Ida
| 1          | Guardameta     | Chikau Mansale     |     |
| 34         | Defensa        | Colin Marshall     |     |
| 17         | Defensa        | Nelson Sale        |     |
| 31         | Defensa        | Marko Dordevic     |     |
| 4          | Defensa        | Davide Talone      |     |
| 29         | Centrocampista | Dominique Fred     |     |
| 9          | Centrocampista | Esava Naqeleca     |     |
| 6          | Centrocampista | Shivan Swamy       | 68' |
| 22         | Centrocampista | Fenedy Masauvakalo |     |
| 30         | Delantero      | Jack Wetney        | 76' |
| 10         | Delantero      | Nikola Vasilic     | 54' |
| Entrenador | Entrenador     | Nathan Hall        |     |

| 1          | Guardameta     | Tamati Williams  |     |
| 22         | Defensa        | Andrew Milne     |     |
| 6          | Defensa        | John Irving      |     |
| 15         | Defensa        | Ivan Vicelich    |     |
| 3          | Defensa        | Takuya Iwata     |     |
| 26         | Centrocampista | Sean Morris      |     |
| 4          | Centrocampista | Mario Bilen      | 77' |
| 23         | Centrocampista | Sam Burfoot      |     |
| 20         | Delantero      | Emiliano Tade    | 49' |
| 17         | Delantero      | João Moreira     | 72' |
| 10         | Delantero      | Ryan de Vries    |     |
| Entrenador | Entrenador     | Ramon Tribulietx |     |

| 24 | Delantero | Kensi Tangis    | 54' |
| 11 | Delantero | Sanni Issa      | 68' |
| 13 | Delantero | Francois Sakama | 76' |

| 19 | Delantero      | David Browne  | 49' |
| 25 | Delantero      | Sean Lovemore | 72' |
| 16 | Centrocampista | Dae-Wook Kim  | 77' |

| Anotado | 75' | Dominique Fred | 1-1 |

| Anotado | 29' | Emiliano Tade | 0-1 |

| Amonestado | 84' | Esava Naqeleca |
| Amonestado | 90' | Nelson Sale    |

| Amonestado | 63' | Tamati Williams |

| Árbitro        | Kader Zitouni           |
| Asistentes     | Terry Piri              |
| Asistentes     | Didir Hmuzo             |
| Cuarto árbitro | Isidore Assiene-Ambassa |

| 1          | Guardameta     | Chikau Mansale     |     |
| 34         | Defensa        | Colin Marshall     |     |
| 17         | Defensa        | Nelson Sale        |     |
| 31         | Defensa        | Marko Dordevic     |     |
| 4          | Defensa        | Davide Talone      |     |
| 29         | Centrocampista | Dominique Fred     |     |
| 9          | Centrocampista | Esava Naqeleca     |     |
| 6          | Centrocampista | Shivan Swamy       | 68' |
| 22         | Centrocampista | Fenedy Masauvakalo |     |
| 30         | Delantero      | Jack Wetney        | 76' |
| 10         | Delantero      | Nikola Vasilic     | 54' |
| Entrenador | Entrenador     | Nathan Hall        |     |

| 1          | Guardameta     | Tamati Williams  |     |
| 22         | Defensa        | Andrew Milne     |     |
| 6          | Defensa        | John Irving      |     |
| 15         | Defensa        | Ivan Vicelich    |     |
| 3          | Defensa        | Takuya Iwata     |     |
| 26         | Centrocampista | Sean Morris      |     |
| 4          | Centrocampista | Mario Bilen      | 77' |
| 23         | Centrocampista | Sam Burfoot      |     |
| 20         | Delantero      | Emiliano Tade    | 49' |
| 17         | Delantero      | João Moreira     | 72' |
| 10         | Delantero      | Ryan de Vries    |     |
| Entrenador | Entrenador     | Ramon Tribulietx |     |

| 24 | Delantero | Kensi Tangis    | 54' |
| 11 | Delantero | Sanni Issa      | 68' |
| 13 | Delantero | Francois Sakama | 76' |

| 19 | Delantero      | David Browne  | 49' |
| 25 | Delantero      | Sean Lovemore | 72' |
| 16 | Centrocampista | Dae-Wook Kim  | 77' |

| Anotado | 75' | Dominique Fred | 1-1 |

| Anotado | 29' | Emiliano Tade | 0-1 |

| Amonestado | 84' | Esava Naqeleca |
| Amonestado | 90' | Nelson Sale    |

| Amonestado | 63' | Tamati Williams |

| Árbitro        | Kader Zitouni           |
| Asistentes     | Terry Piri              |
| Asistentes     | Didir Hmuzo             |
| Cuarto árbitro | Isidore Assiene-Ambassa |

## Vuelta
| 1          | Guardameta     | Tamati Williams  |       |
| 22         | Defensa        | Andrew Milne     |       |
| 6          | Defensa        | John Irving      |       |
| 15         | Defensa        | Ivan Vicelich    |       |
| 3          | Defensa        | Takuya Iwata     |       |
| 26         | Centrocampista | Dae Wook Kim     |       |
| 4          | Centrocampista | Mario Bilen      |       |
| 23         | Centrocampista | Sam Burfoot      | 66'   |
| 20         | Delantero      | Emiliano Tade    |       |
| 17         | Delantero      | João Moreira     | 78'   |
| 10         | Delantero      | Ryan de Vries    | 90+1' |
| Entrenador | Entrenador     | Ramon Tribulietx |       |

| 1          | Guardameta     | Chikau Mansale     |     |
| 34         | Defensa        | Colin Marshall     |     |
| 19         | Defensa        | Esava Naqeleca     |     |
| 31         | Defensa        | Marko Dordevic     |     |
| 4          | Defensa        | Davide Talone      |     |
| 29         | Centrocampista | Dominique Fred     |     |
| 25         | Centrocampista | Laita Tuilau       |     |
| 30         | Centrocampista | Jack Wetney        | 69' |
| 22         | Centrocampista | Fenedy Masauvakalo |     |
| 9          | Delantero      | Sanni Issa         | 62' |
| 24         | Delantero      | Kensi Tangis       |     |
| Entrenador | Entrenador     | Nathan Hall        |     |

| 19 | Delantero      | David Browne | 66'   |
| 26 | Centrocampista | Sean Morris  | 78'   |
| 9  | Centrocampista | Darren White | 90+1' |

| 10 | Delantero | Nikola Vasilic  | 62' |
| 13 | Delantero | Francois Sakama | 69' |

| Anotado | 67' | Ryan de Vries | 1-1 |
| Anotado | 87' | Emiliano Tade | 2-1 |

| Anotado | 45+1' | Kensi Tangis | 0-1 |

| Amonestado | 27' | Ivan Vicelich |
| Amonestado | 87' | Emiliano Tade |
| Amonestado | 90' | Andrew Milne  |

| Amonestado | 15' | Esava Naqeleca |
| Amonestado | 32' | Laita Tuilau   |

| Árbitro        | Norbert Hauata  |
| Asistentes     | Tevita Makasini |
| Asistentes     | Phillipe Revel  |
| Cuarto árbitro | Averii Jacques  |

| 1          | Guardameta     | Tamati Williams  |       |
| 22         | Defensa        | Andrew Milne     |       |
| 6          | Defensa        | John Irving      |       |
| 15         | Defensa        | Ivan Vicelich    |       |
| 3          | Defensa        | Takuya Iwata     |       |
| 26         | Centrocampista | Dae Wook Kim     |       |
| 4          | Centrocampista | Mario Bilen      |       |
| 23         | Centrocampista | Sam Burfoot      | 66'   |
| 20         | Delantero      | Emiliano Tade    |       |
| 17         | Delantero      | João Moreira     | 78'   |
| 10         | Delantero      | Ryan de Vries    | 90+1' |
| Entrenador | Entrenador     | Ramon Tribulietx |       |

| 1          | Guardameta     | Chikau Mansale     |     |
| 34         | Defensa        | Colin Marshall     |     |
| 19         | Defensa        | Esava Naqeleca     |     |
| 31         | Defensa        | Marko Dordevic     |     |
| 4          | Defensa        | Davide Talone      |     |
| 29         | Centrocampista | Dominique Fred     |     |
| 25         | Centrocampista | Laita Tuilau       |     |
| 30         | Centrocampista | Jack Wetney        | 69' |
| 22         | Centrocampista | Fenedy Masauvakalo |     |
| 9          | Delantero      | Sanni Issa         | 62' |
| 24         | Delantero      | Kensi Tangis       |     |
| Entrenador | Entrenador     | Nathan Hall        |     |

| 19 | Delantero      | David Browne | 66'   |
| 26 | Centrocampista | Sean Morris  | 78'   |
| 9  | Centrocampista | Darren White | 90+1' |

| 10 | Delantero | Nikola Vasilic  | 62' |
| 13 | Delantero | Francois Sakama | 69' |

| Anotado | 67' | Ryan de Vries | 1-1 |
| Anotado | 87' | Emiliano Tade | 2-1 |

| Anotado | 45+1' | Kensi Tangis | 0-1 |

| Amonestado | 27' | Ivan Vicelich |
| Amonestado | 87' | Emiliano Tade |
| Amonestado | 90' | Andrew Milne  |

| Amonestado | 15' | Esava Naqeleca |
| Amonestado | 32' | Laita Tuilau   |

| Árbitro        | Norbert Hauata  |
| Asistentes     | Tevita Makasini |
| Asistentes     | Phillipe Revel  |
| Cuarto árbitro | Averii Jacques  |

| Bandera de Nueva Zelanda        |
| Campeón Auckland City 6º título |